# Chachapoyas
Chachapoyas este un oraș din partea nordică a statului Peru, fiind capitala provinciei Chachapoyas, regiunea Amazonas. A fost fondat pe 5 septembrie 1538  Orașul se află la o distanță de 658 de km de orașul Trujillo  și la 1219 km de capitala statului, Lima.
La data ultimului recensământ, orașul număra 23 202 de locuitori.